# Belešnica
Belešnica (makedonska: Белешница) eller Belička Reka (Беличка Река) är ett vattendrag i Nordmakedonien.   Det rinner genom kommunen Makedonski Brod, i den centrala delen av landet, 40 kilometer söder om huvudstaden Skopje.